# WWIII (gruppo musicale)
I WWIII sono un gruppo heavy metal fondato a Los Angeles nel 1986.

## Formazione

### Formazione attuale
- Mandy Lion - voce
- Moni Scaria - chitarra
- Jon Purpura - basso
- Pete Holmes - batteria

### Ex componenti
- Danny Stagg - chitarra
- Johnny B. Frank - basso
- Skip Gillette - batteria
- Christopher Stewart - chitarra
- August Warchell - chitarra
- Tony - basso
- Tracy G. - guitar
- Jimmy Bain - basso
- Vinny Appice - batteria
- Joe Floyd - chitarra
- Geezer Montez - basso
- Rob Farr - basso
- Sledge - batteria
- Dave Ducey - batteria
- Mikkey Dee - batteria
- Flo - guitars

## Discografia
- 1990 - WWIII
- 2000 - The Unreleased Demos
- 2003 - When God Turned Away